# SNK Европейские демократы
SNK Европейские демократы (чеш. SNK Evropští demokraté — SNK ED) — правоцентристская политическая партия в Чехии. Основана в 2006 году, после подписания соглашения о объединении (28 января) партии SNK Sdružení nezávislých (основана в 2000 году) и Evropští demokraté (основана в 2002 году).

## Результаты на выборах

### Выборы вПалату депутатов Парламента Чешской Республики
| Год  | Количество голосов | Изменения | %     | Изменения | Мест              | Δ   | Правительство | Примечания |
| ---- | ------------------ | --------- | ----- | --------- | ----------------- | --- | ------------- | --- |
| 2002 | 132 699            | —         | 2,78  | —         | 0 из 200          | —   | Нет           | Участвовали — «Sdružení nezávislých (SN)» Не прошли в парламент                                                     |
| 2006 | 111 724            | ▼ 20 975  | 2,08  | ▼ 0,70    | 0 из 200          | ▬   | Нет           | Объединение в «SNK Evropští demokraté (SNK-ED)» Не прошли в парламент                                               |
| 2010 | 569 127            | —         | 10,88 | —         | 24 из 2003 из 200 | ▲ 3 | Да            | Поддержали список Дела общественные Прошли в парламент и поддерживали правительство ODS, TOP 09 и Дела общественные |
| 2013 | —                  | —         | —     | —         | 0 из 200          | ▼ 3 | Нет           | Не принимали участие в выборах                                                                                      |
| 2017 | 262 157            | —         | 5,18  | —         | 6 из 2000 из 200  | ▬   | Нет           | Поддержали список STAN Не получили мандатов                                                                         |

### Выборы вЕвропейский парламент
| Год  | Количество голосов | Изменения | %     | Изменения | мест           | Δ   | Примечания                                     |
| ---- | ------------------ | --------- | ----- | --------- | -------------- | --- | ---------------------------------------------- |
| 2004 | 257 278            | —         | 11,02 | —         | 3 из 21        | —   |                                                |
| 2009 | 39 166             | ▼ 218 112 | 1,66  | ▼ 9,36    | 0 из 21        | ▼ 3 |                                                |
| 2014 | 7 961              | ▼ 31 205  | 0,52  | ▼ 1,14    | 0 из 21        | ▬   |                                                |
| 2019 | 171 723            | —         | 7,24  | —         | 2 из 210 из 21 | ▬   | Поддержали список KDU-ČSL Не получили мандатов |